# Крило (автомобіль)

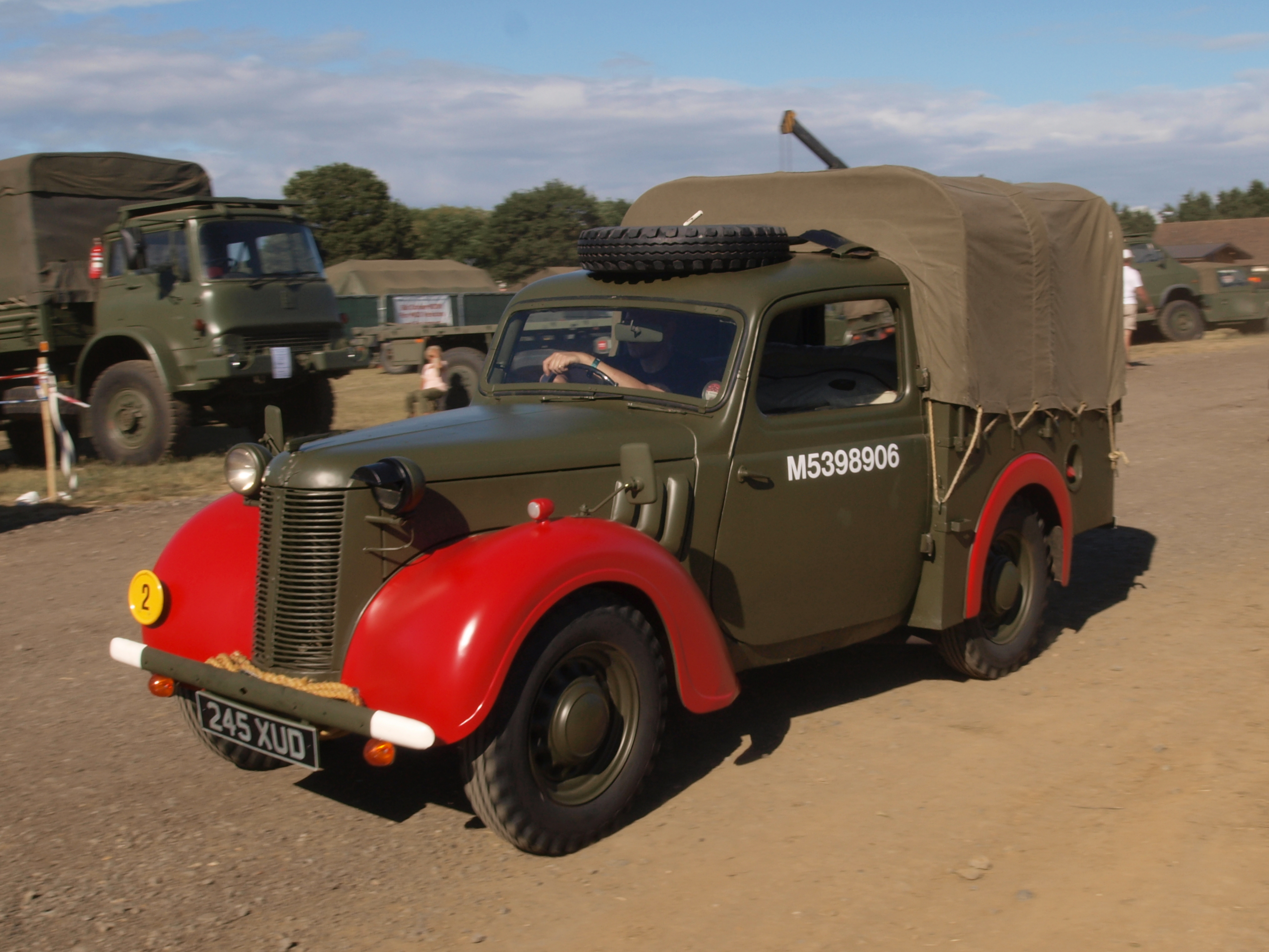
Крила автомобіля «Остін-10» пофарбовані червоним

Крило — огороджувальні зверху покриття над колесом автомобіля, велосипеда, мотоцикла і т. п. Служить для захисту транспортного засобу, його водія, пасажирів та оточуючих від бруду і каменів, що відлітають від коліс під час руху.

## Походження назви
Назва прийшла від крил кінних екіпажів («крило коляски»), Л. А. Чернишова відносить його до скандинавських запозичень (через wing).
У британському варіанті англійської для крил літака і автомобіля також використовується один термін (англ. wing), зате для крил велосипедів і мотоциклів використовується термін англ. mudguard; в американському варіанті англійської для крила автомобіля (інших транспортних засобів) використовується англ. fender (це слово раніше позначало також бампер). Крім поняття fender в американському автомобілебудуванні використовується термін англ. fender flares. Це подовження крила, яке забезпечує додатковий захист для сильно зміщених або негабаритних коліс. Flares використовуються на позашляховиках, пікапах та спортивних автомобілях. Вони, як правило, виготовляються з склопластику або ABS, щоб забезпечити гнучкість і легку вагу, проте деякі вантажівки і позашляховики оснащені металевими виробами для забезпечення кращої міцності. Поставляються або разом з автомобілем, або як додатковий аксесуар.
У російській мові крило велосипеда іноді називається «щитком».

## Крило автомобіля
У конструкції автомобіля крила зазвичай нерухомо пов'язані з корпусом; їх розмір і розташування враховують хід підвіски і поворот коліс.
У більшості країн законодавство з міркувань безпеки оточуючих вимагає наявності на автомобілях крил, які повністю прикривали б колесо зверху.
Це вимога створює проблеми при модифікації автомобілів з використанням нестандартних коліс, приводячи до інженерним рішенням, іноді запозиченим у велосипедів.
У РФ у вантажівок над задніми колесами повинні бути встановлені крила. Конструкція пристроїв (крил), що встановлюються над передніми колесами, повинна забезпечувати оптимальний захист автомобіля від забрызгивания брудом. Для легкових автомобілів вимоги більш жорсткі: 
- крило повинно закривати принаймні сектор колеса в 30 градусів осі спереду і 50 градусів ззаду;
- задній кінець крила повинен розташовуватися не вище, ніж на 150 мм над віссю;
- відстань між нижньою кромкою крила і віссю не повинно перевищувати двох радіусів колеса.

У деяких штатах США автомобілі нижче певної ваги — 1500 або 1800 фунтів — можуть не мати крил.

## Крило велосипеда та мотоцикла

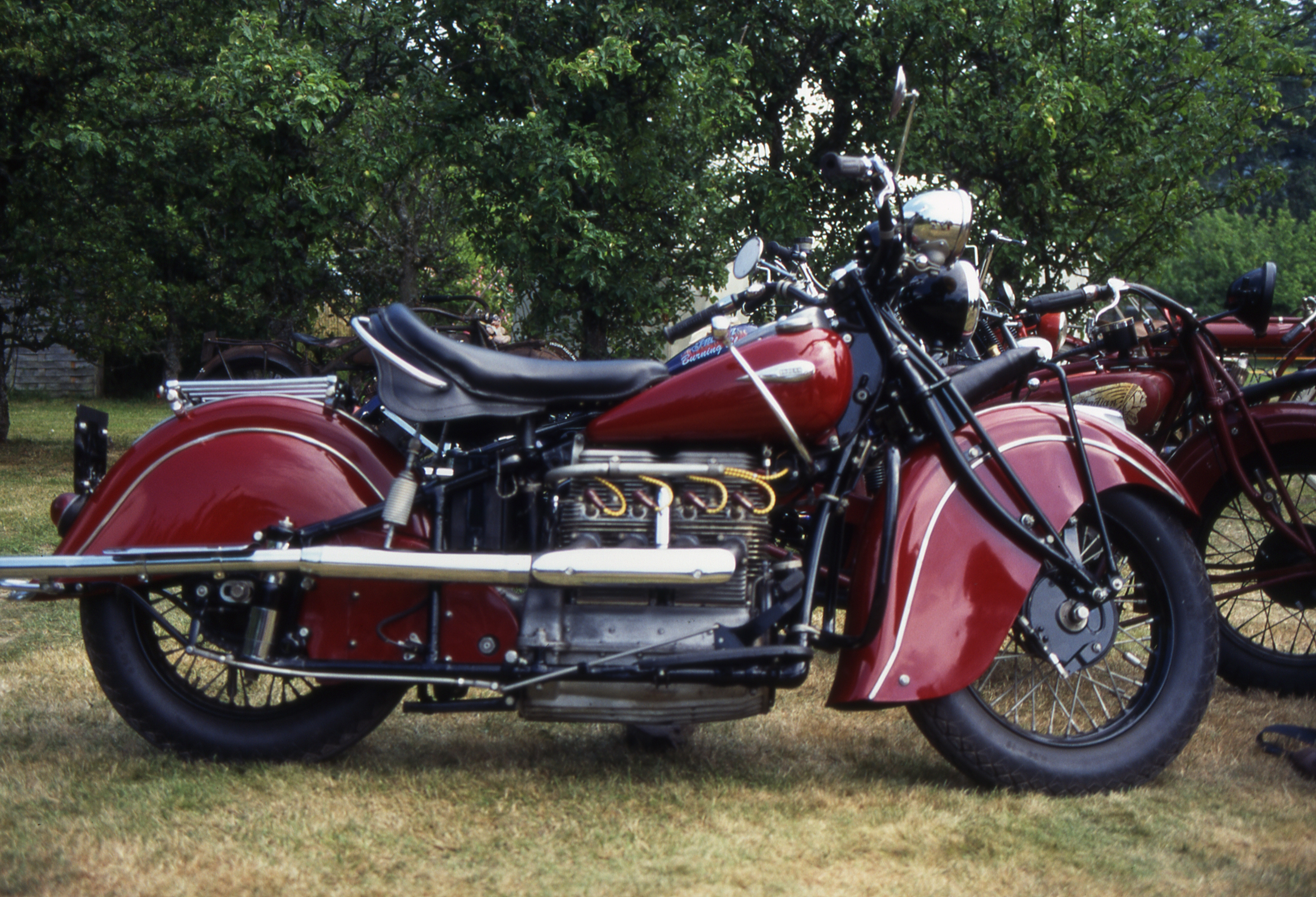
Мотоцикл з вузькими крилами

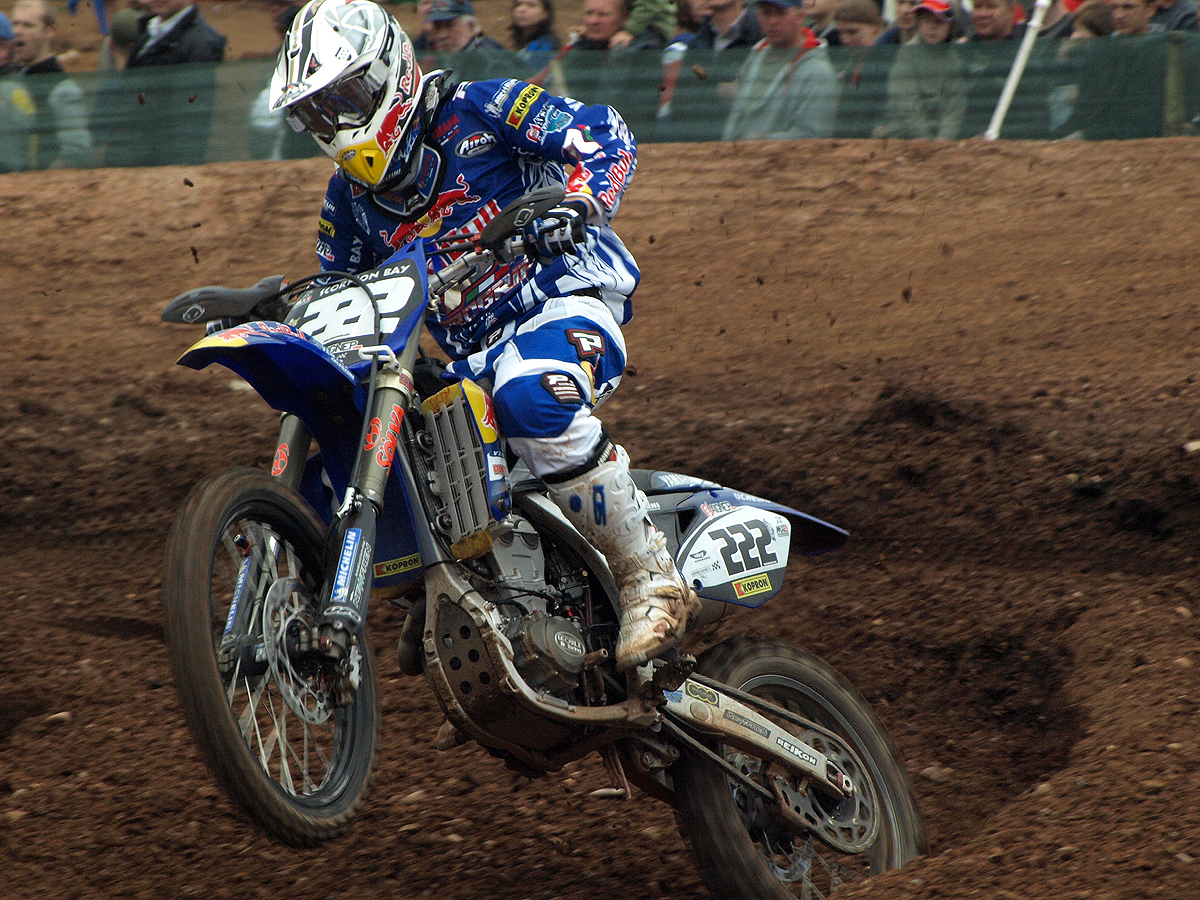
У мотокросі крила закріплені на рамі мотоцикла далеко від колеса з урахуванням великого ходу підвіски

На велосипедах і мотоциклах крило зазвичай пов'язане з колесом і «облягає» його, за винятком мотоциклів для мотокросу, у яких крила кріпляться до рами. Законодавства більшості країн вимагають наявності крил на мотоциклах, іноді тільки заднього або тільки в тому випадку, якщо заводський дизайн включав крила. Тим не менш, популярні модифікації «чоппер» і «боббер» часто включають видалення переднього крила.

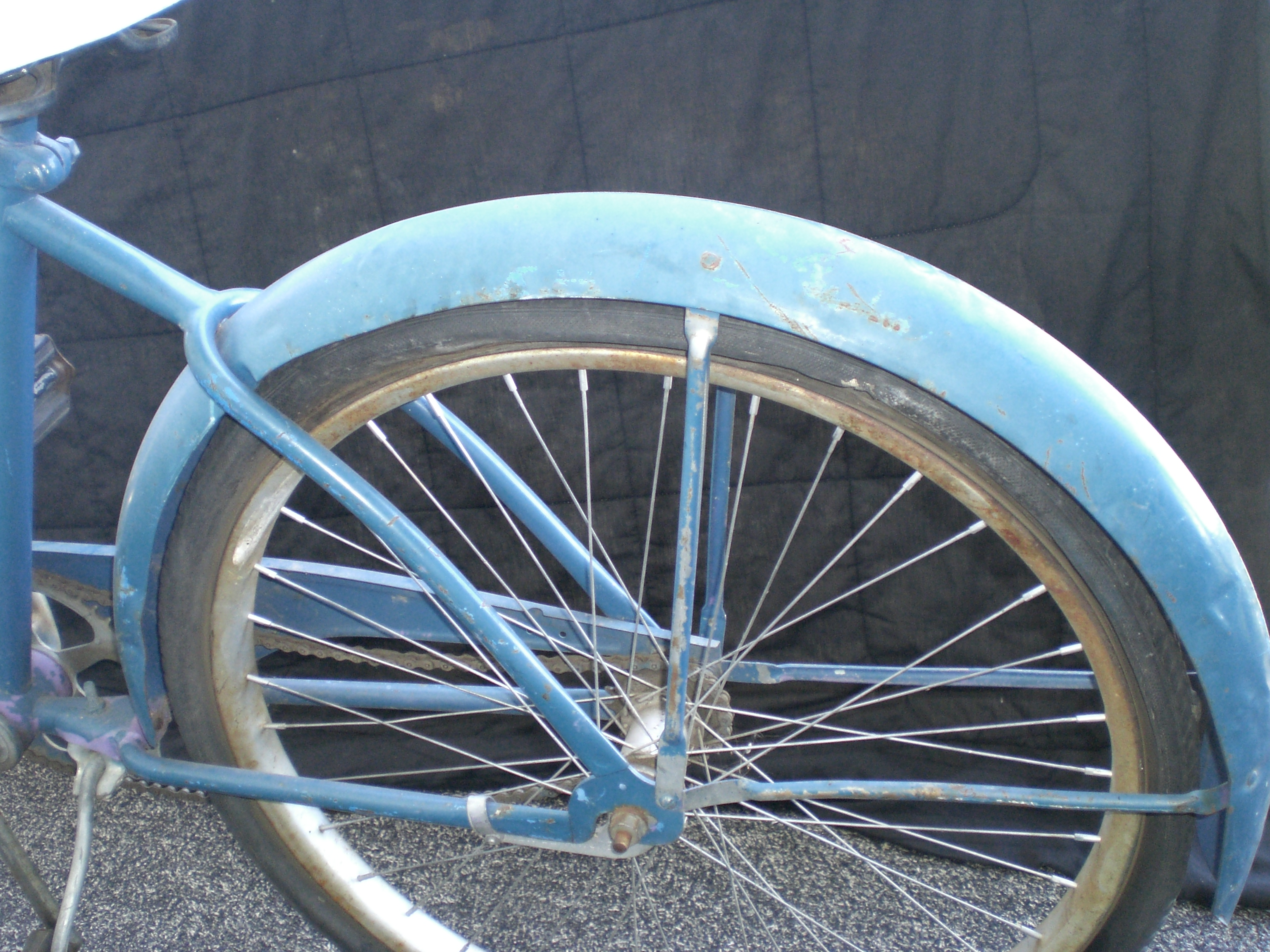
Крило велосипеда

Наявність крил у велосипедів не регулюється законодавством, дорожні велосипеди зазвичай їх мають, а спортивні — ні. Відповідно, в країнах Європи, де велосипеди використовуються для пересування, основна маса продаються велосипедів має крила, а в США співвідношення зворотне.